# Diest

Stadens vapen

Zottegems läge inom provinsen Östflandern

Diest är en stad och kommun i provinsen Vlaams-Brabant i centrala Belgien. Diest har 22 845 invånare (2007).

## Personer från Diest
- Jan Berchmans (1599–1621), jesuit, helgon
- Hector Raemaekers (1883–1963), fotbollsspelare på elitnivå
- Liliane Saint-Pierre (född 1948), sångerska
- Joseph Verbeeck (född 1957), travkusk